# 桜井元政
桜井 元政／櫻井 元政（さくらい もとまさ）は、戦国時代から安土桃山時代にかけての武将。毛利氏の譜代家臣で、毛利輝元の側近を務める。父は毛利元就の側近として活躍した桜井就綱。

## 生涯
安芸国高田郡吉田のを本拠地とする国人・毛利氏の譜代家臣である桜井就綱の次男として生まれ、毛利輝元の側近として仕える。
天正20年（1592年）4月から始まる文禄の役で毛利輝元に従って朝鮮半島に出兵したが、出兵中に朝鮮半島で戦死した。
元政が戦死した具体的な年月日や場所は不明だが、文禄の役で戦死したとなると、毛利軍が釜山に上陸した天正20年（1592年）4月22日から、毛利軍の中で最後まで朝鮮半島に残っていた天野元政や小早川秀包が帰国した文禄4年（1595年）9月上旬までの間になる。
元政に男子は居なかったため、平佐元忠の三男で元政の長女と婚姻した桜井元実が婿養子として家督を相続した。